# Skeleton op de Olympische Winterspelen 2018 - vrouwen
De skeletonwedstrijd voor vrouwen tijdens de Olympische Winterspelen 2018 vond plaats op 16 en 17 februari op de bobslee-, rodel- en skeletonbaan Alpensia Sliding Centre in Pyeongchang, Zuid-Korea. Regerend olympisch kampioene was de Britse Elizabeth Yarnold die haar titel prolongeerde. Op het erepodium werd zij vergezeld door haar landgenote Laura Deas op plaats drie en de Duitse Jacqueline Lölling op plaats twee.

## Wedstrijdschema
| Datum       | Lokale tijd | MET   | Afdaling     |
| ----------- | ----------- | ----- | ------------ |
| 16 februari | 20:20       | 12:20 | 1e en 2e run |
| 17 februari | 20:20       | 12:20 | 3e en 4e run |

## Uitslag
| #      | Olympiër              | Land             | Totaal  | Run 1      | Run 2      | Run 3      | Run 4      |
| ------ | --------------------- | ---------------- | ------- | ---------- | ---------- | ---------- | ---------- |
| Goud   | Elizabeth Yarnold     | Groot-Brittannië | 3.27,28 | 51,66 (1)  | 52,30 (9)  | 51,86 (2)  | 51,46 (1)  |
| Zilver | Jacqueline Lölling    | Duitsland        | 3.27,73 | 51,74 (2)  | 52,12 (4)  | 52,04 (7)  | 51,83 (3)  |
| Brons  | Laura Deas            | Groot-Brittannië | 3.27,90 | 52,00 (6)  | 52,03 (2)  | 51,96 (5)  | 51,91 (5)  |
| 4      | Janine Flock          | Oostenrijk       | 3.27,92 | 51,81 (3)  | 52,07 (3)  | 51,92 (4)  | 52,12 (10) |
| 5      | Tina Hermann          | Duitsland        | 3.27,98 | 51,98 (4)  | 52,31 (10) | 51,83 (1)  | 51,86 (4)  |
| 6      | Anna Fernstädt        | Duitsland        | 3.28,04 | 51,99 (5)  | 52,17 (5)  | 51,88 (3)  | 52,00 (6)  |
| 7      | Lelde Priedulēna      | Letland          | 3.28,49 | 52,14 (7)  | 52,17 (5)  | 52,09 (9)  | 52,09 (8)  |
| 8      | Kimberley Bos         | Nederland        | 3.28,59 | 52,33 (8)  | 52,26 (7)  | 51,99 (6)  | 52,01 (7)  |
| 9      | Elisabeth Vathje      | Canada           | 3.28,65 | 52,45 (12) | 52,01 (1)  | 52,37 (14) | 51,82 (2)  |
| 10     | Jane Channell         | Canada           | 3.29,07 | 52,42 (11) | 52,28 (8)  | 52,28 (10) | 52,09 (8)  |
| 11     | Marina Gilardoni      | Zwitserland      | 3.29,43 | 52,34 (10) | 52,35 (12) | 52,28 (10) | 52,46 (13) |
| 12     | Mirela Rahneva        | Canada           | 3.29,52 | 52,48 (14) | 52,33 (11) | 52,06 (8)  | 52,65 (15) |
| 13     | Katie Uhlaender       | Verenigde Staten | 3.29,61 | 52,33 (8)  | 52,40 (13) | 52,33 (12) | 52,55 (14) |
| 14     | Kim Meylemans         | België           | 3.29,70 | 52,56 (16) | 52,54 (14) | 52,34 (13) | 52,26 (11) |
| 15     | Jeong Sophia          | Zuid-Korea       | 3.29,89 | 52,47 (13) | 52,67 (15) | 52,47 (15) | 52,28 (12) |
| 16     | Jaclyn Narracott      | Australië        | 3.30,73 | 52,53 (15) | 52,76 (16) | 52,62 (17) | 52,82 (17) |
| 17     | Kendall Wesenberg     | Verenigde Staten | 3.30,92 | 52,77 (17) | 52,96 (17) | 52,54 (16) | 52,65 (15) |
| 18     | Maria Marinela Mazilu | Roemenië         | 3.33,92 | 53,31 (18) | 53,47 (19) | 53,48 (18) | 53,66 (19) |
| 19     | Takako Oguchi         | Japan            | 3.33,96 | 53,82 (19) | 53,41 (18) | 53,62 (19) | 53,11 (18) |
| 20     | Simidele Adeagbo      | Nigeria          | 3.36,78 | 54,19 (20) | 54,58 (20) | 53,73 (20) | 54,28 (20) |